# Baștino, Silistra
Baștino (în bulgară Бащино, în română Pâtracli) este un sat în comuna Glavinița, regiunea Silistra, Dobrogea de Sud, Bulgaria. 
Între anii 1913-1940 a făcut parte din plasa Accadânlar a județului Durostor, România.

## Demografie
Componența etnică a satului Baștino
     Bulgari (5,68%)
     Turci (94,31%)
     Nicio identificare (0%)
     Altele (0%)
La recensământul din 2011, populația satului Baștino era de 176 locuitori. Din punct de vedere etnic, majoritatea locuitorilor (94,31%) erau turci, cu o minoritate de bulgari (5,68%). Pentru 0,0% din locuitori nu este cunoscută apartenența etnică.